# Liliana Pécora
Liliana Pécora (Buenos Aires, 23 de diciembre de 1952) es una actriz argentina de teatro, cine y televisión. También se desempeña como directora teatral. Debutó a los 23 años en el Teatro General San Martín. Estudió psicología y se recibió de maestra jardinera, además estudió danzas (flamenco, danza árabe, salsa y merengue).  Realizó numerosas publicidades y ha conducido varios ciclos radiales, además de ser columnista en otros programas . Tiene a su cargo desde hace más de 24 años el "Taller de la risa", donde enseña a sus alumnos como recuperar la capacidad de juego y conectarse con el niño interior. Imparte clases de "Teatro con Humor"  "Jamás descansa" 

## Obra

### Teatro
Como actriz.
+ " ParaAnormales"
- La novia de Lorca
- Mujeres de 60
- Mujeres de ceniza
- Solteritas y sin estrenar
- El burgués gentilhombre
- Mujeres de 50
- Mujeres de 60
- Tratala con cariño
- Dos argentinos en La Habana
- Brutta miseria
- Tres y cuatro y una vez
- La casa de Bernarda Alba
- Un mundo de dos ruedas
- La lección de anatomía
- El "K"aso Dora
- La Gran P...
- Lily-Lily
- El Clú
- Los Corruptelli. (2017).

Como directora.
- Mujeres que cantan
- Mujeres de 60 (también actriz y adaptación)
- Socorro, me caso
- Mujeres de 50 (también actriz y adaptación)
- Un amor en Arabia (también autora)

### Cine
- 1991 - El travieso.
- 1989 - Sexhumor.
- 1988 - El camino del sur.
- 1988 - Paraíso relax.
- 1986 - Soy paciente.[3]

### Televisión
- 2012 - La pelu - Telefe.
- 2012 - Graduados - Telefe
- 2005 - 30 y pico - Canal 7
- 2004 - Locas de amor - Canal 13
- 1998 - Infómanas - Telefe
- 1998 - Gasoleros - Canal 13
- 1997 - R.R.D.T. - Canal 13
- 1995 - Los Benvenutto- Telefe
- 1995 - Life College (Jugate conmigo)- Telefe
- 1992/3 - La estación de Landriscina- Telefe
- 1988 - Las Tretas de Moria- Canal 11
- 1986/7 - La bonita página - ATC

## Premios
- 1993 - Nominación al Premio ACE como Mejor Actriz cómica por 'El Clú'.
- 2005 - Nominación al Premio Florencio Sánchez como Mejor Actriz por Mujeres de 50'.[2]
- 2017 - Premio Mejor Actriz de reparto- Premio CARLOS - Villa Carlos Paz
- 2017 - Premio "Estrella de concert" Mejor Actriz Cómica - Villa Carlos Paz
- 2019 - Premio CARLOS - Mejor UNIPERSONAL por MUJERES DE 60 -
- 2019 - Premio "Estrella de concert" Mejor Actriz Cómica - Villa Carlos Paz